# Miguel Olvera
Miguel Olvera Mora (Salitre, Ecuador, 10 de julio de 1938) es un extenista ecuatoriano de los años 60.

## Trayectoria deportiva
En 1960 se convirtió en el primer jugador extranjero y también en el primer (y último hasta la fecha) no cabeza de serie en ganar el Torneo de Cincinnati, luego de derrotar en primera ronda a Whitney Reed, No. 2 en el torneo, y vencer en la final a Crawford Henry. 
En 1962, durante el torneo de Caracas, se destacó por eliminar al No. 3 del mundo Manolo Santana, el favorito del torneo. Gracias a esa actuación, recibió ayuda económica para participar en el torneo de Roland Garros, en donde llegaría hasta la tercera ronda, después de perder contra el mismo Manolo Santana en tres sets. Esta sería su mejor participación en un Grand Slam.
En 1967, en Guayaquil, Olvera y su compañero de equipo de Copa Davis Francisco Guzmán se llevaron una sorprendente victoria por 3-2 frente al poderoso equipo estadounidense. Después que Cliff Richey derrotara a Guzmán en el primer partido en individuales, Olvera, de 26 años, se enfrentó a Arthur Ashe en el segundo partido de individuales, venciéndolo por (4-6, 6-4, 6-4, 6-2), Ashe nunca había perdido un solo set en sus nueve partidos de individuales de Copa Davis. Al día siguiente, Olvera entonces en equipo con Guzmán en dobles, vencieron a Marty Riessen y Clark Graebner, con 0-6, 9-7, 6-4, 4-6, 8-6, dándole hasta ese momento la ventaja de 2-1 a Ecuador.
En 1968, compitió en el evento de demostración en los Juegos Olímpicos de la Ciudad de México. Obtuvo el cuarto lugar en  dobles en equipo con Pancho Guzmán, perdiendo en el partido por la medalla de bronce contra la pareja franco-mexicana Darmon/Loyo Mayo. Poco activo en el circuito durante unos años, interrumpió su carrera en 1970, aunque siguió jugando en la Copa Davis hasta 1976, especialmente con su pupilo Ricardo Ycaza. En 1973 sucedió a Danny Carrera como capitán del equipo que dirigiría hasta 1981.

## Títulos

### Individuales (1)
| NºBy | Fecha               | Torneo                     | Superficie    | Oponente en la final | Resultado     |
| ---- | ------------------- | -------------------------- | ------------- | -------------------- | ------------- |
| 1.   | 10 de julio de 1960 | Cincinnati, Estados Unidos | Tierra batida | Crawford Henry       | 4–6, 9–7, 6–4 |